# Anton Koželj
Anton Koželj, slovenski slikar in ilustrator, * 10. januar 1874, Kamnik, † 14. junij 1954, Ljubljana.

## Življenjepis
Anton Koželj, prvi sin slikarja Matije Koželja, je v Ljubljani od leta 1885 do 1892 dokončal 6 razredov gimnazije, nato je odšel na Dunaj, kjer je na dunajski akademiji študiral slikarstvo. V letih od 1903 do 1948 je poučeval risanje na gimnazijah v Ljubljani.

## Koželjevo delo
Zaslovel je kot odličen ilustrator. Mnogo je ilustriral za Mohorjevo družbo (Koledarji, Slovenske balade in romance, Slovenske legende, Gregorčičeve Poezije). Naredil je več portretov slovenskih književnikov. Slikal je tudi religiozne podobe (Šempetrska cerkev v Ljubljani).